# Sant Sadurní d'Osormort
Sant Sadurní d'Osormort är en kommun i Spanien.   Den ligger i provinsen Província de Barcelona och regionen Katalonien, i den östra delen av landet, 500 km öster om huvudstaden Madrid. Arean är 31 kvadratkilometer. Sant Sadurní d'Osormort gränsar till Tavèrnoles, Vilanova de Sau, Espinelves, Viladrau, Sant Julià de Vilatorta och Folgueroles. 
Terrängen i Sant Sadurní d'Osormort är huvudsakligen kuperad, men den allra närmaste omgivningen är platt.